# Karosa C 835
Karosa C 835 je model meziměstského autobusu, který vyráběla společnost Karosa Vysoké Mýto v letech 1997 až 1999.

## Konstrukce
C 835 je dvounápravový autobus s hranatou, polosamonosnou karoserií panelové konstrukce. Motor je umístěný za zadní nápravou, v prostoru zadního panelu. Cestující mohou využít dvoje dvoukřídlé výklopné dveře v pravém boku vozu (první jsou před přední nápravou, druhé před nápravou zadní). Sedadla s vyššími opěráky než u linkových vozů C 834 jsou umístěna na podestách, což umožnilo rozšířit zavazadlový prostor, který je umístěn pod podlahou mezi nápravami, na 5 m³. Sedačky jsou rozmístěny 2+2 se střední uličkou. Konstrukčně i designově je vůz téměř shodný s typem C 735, od něj se liší především kvalitnějším zateplením, neboť vozy C 835 byly primárně určeny pro ruské dopravce.

## Výroba a provoz
Vozy C 835 začaly být vyráběny, obdobně jako ostatní autobusy řady 800, pro země bývalého Sovětského svazu, kde byly problémy se schválením vozů nové řady 900. Produkce typu C 835 probíhala v letech 1997 až 1999, vyrobeno bylo celkem 12 kusů.
Drtivá většina vozů byla určena na export. Několik kusů se ale vzhledem k finančním potížím kupců ocitlo v Česku i na Slovensku. Některé vozy na území bývalého Československa byly také zakoupeny jako „náhradní“ karoserie pro starší autobusy řady 700, od kterých potom obdržely doklady.